# Super Mario 64
Super Mario 64 – gra platformowa stworzona i wydana przez Nintendo w 1996 roku na konsolę Nintendo 64. W 2006 roku została udostępniona w usłudze Wii Virtual Console. Jest pierwszą grą z Mario osadzoną w grafice 3D.

## Fabuła
Pewnego dnia, księżniczka Peach pisze do Mario list, w którym zaprasza go do zamku na ciasteczka. Gdy Mario dostaje się przez rurę do zamku, dowiaduje się od Lakitu, że została uwięziona w jej własnym zamku przez Bowsera za pomocą Power Stars (ang. Gwiazdy Mocy). Mario musi odzyskać je wskakując do obrazów które przenoszą go do różnych i całkowicie odmiennych światów.

## Poziomy
W każdym z poziomów jest do zdobycia 6 Power Stars za wykonane misje i 1 Power Star za zebranie 100 złotych monet. Podczas gry można zdobyć także 3 Power Stars od Toadów, 10 Power Stars z poziomów ukrytych oraz 2 Power Stars za złapanie królików MIPS. Daje to łącznie 120 Power Stars.